# 158 TCN
Năm 158 TCN là một năm trong lịch Julius. 